# Ne partez pas sans moi
«Ne partez pas sans moi» ("No te vayas sin mí") es la canción ganadora del Festival de la Canción de Eurovisión 1988, interpretada por Céline Dion y representando a Suiza, siendo ésta la segunda vez que Suiza ganaba Eurovisión (la primera en 1956 con Lys Assia). También es de momento la última canción ganadora de la historia de Eurovisión interpretada en francés. Fue lanzado como sencillo en Europa el 14 de mayo de 1988.
La canción, cuyos autores son el compositor turco Atilla Şereftuğ y la compositora suiza Nella Martinetti, es una balada en cuya letra la cantante interpela a los descubridores, artistas y creadores de un futuro mejor que desea conocer.
En el Festival de Eurovisión 1988, la canción fue interpretada en 9.º lugar de 21 canciones. Ganó el festival con 137 puntos, superando a la canción del Reino Unido "Go" interpretada por Scott Fitzgerald por tan sólo un punto.
El sencillo vendió 200 000 copias en Europa en dos días y más de 300 000 copias en total.
"Ne partez pas sans moi" se incluyó en el álbum The Best Of de Céline Dion. Un vídeo musical fue lanzado en 1988.
Céline Dion grabó también una versión en alemán de "Ne partez pas sans moi", llamada "Hand in Hand", que fue lanzado como sencillo en Alemania.

## Lista de canciones
Sencillo europeo
1. "Ne partez pas sans moi" – 3:07
2. "Ne partez pas sans moi" (instrumental) – 3:07

Sencillo alemán
1. "Hand in Hand" – 3:07
2. "Hand in Hand" (instrumental) – 3:07

## Listas
| Chart (1988) | Peak position |
| ------------ | ------------- |
| Bélgica      | 11            |
| Países Bajos | 42            |
| Francia      | 36            |
| Suiza        | 11            |